# Civico Museo Archeologico Iulium Carnicum

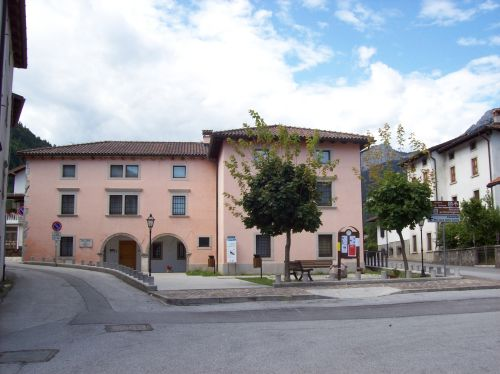
Der Tommasi-Leschiutta-Palast aus dem 16. Jahrhundert birgt das archäologische Museum von Zuglio.

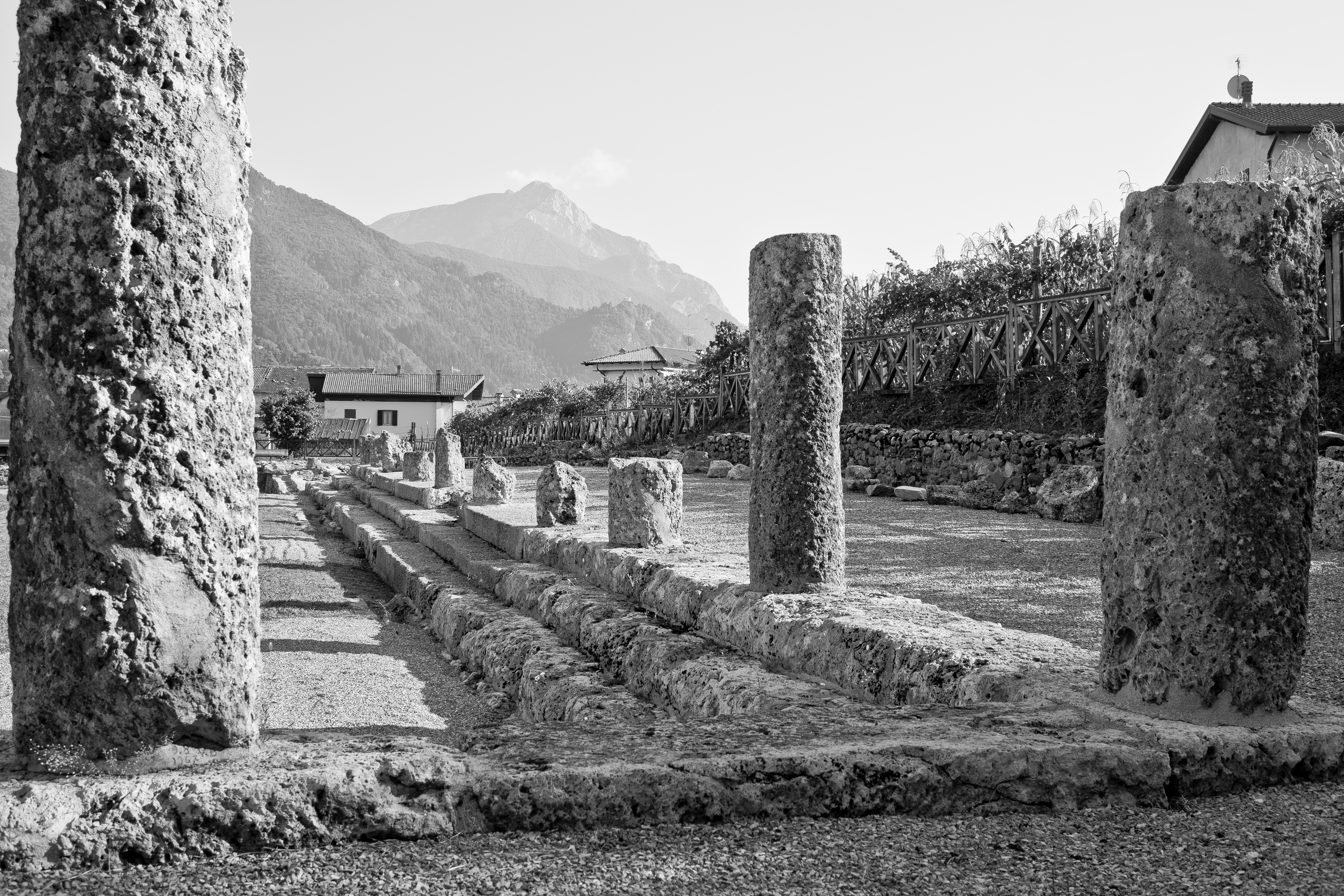
Überreste der römischen Stadt, hier das Forum

Das Civico Museo Archeologico Iulium Carnicum (Städtisches Archäologischen Museum Iulium Carnicum) ist ein im März 1995 eröffnetes archäologisches Museum in Zuglio (Friaul-Julisch Venetien) mit Sitz in der via Giulio Cesare 19 im Palazzo Tommasi-Leschiutta. Das Haus ist nach der römischen Stadt Iulium Carnicum benannt, deren Überreste sich in unmittelbarer Nachbarschaft befinden und die 1937/1938 ergraben wurden. Einige wichtige Funde aus den älteren Grabungen befinden sich im Museo Archeologico Nazionale in Cividale.
Das Archäologische Museum bewahrt vorrangig Funde aus Zuglio auf, die aus einer privaten Sammlung stammen, die bis in die Anfangszeit der Ausgrabungen in der römischen Fundstätte zurückreicht, also bis in das frühe 19. Jahrhundert. Die Exponate, die sich in sieben Sälen befinden, die sich auf zwei Stockwerke verteilen, bieten einen Überblick über den aktuellen Stand der Ausgrabungen. Hinzu kommt eine Reihe von Exponaten aus verschiedenen Orten in Karnien, deren zeitlicher Horizont von der Urgeschichte bis ins Frühmittelalter reicht.
1988 begann die zuständige Soprintendenza per i Beni Archeologici del Friuli Venezia Giulia damit, die Ergebnisse der Grabungen einer erneuten Untersuchung zu unterziehen. Das für die Aufbewahrung der zukünftigen Exponate vorgesehene Gebäude musste nach dem Erdbeben von 1976 zunächst einmal restauriert worden. Nach der Eröffnung im Jahr 1995 kamen weitere Exponate ins Haus, die ab 2004 in einem eigenen Saal im Rahmen der Ausstellung I Celti in Friuli: archeologia storia e territorio ausgestellt wurden. So erhielten Funde des 8. bis 4. Jahrhunderts v. Chr. aus Misincinis in der Nähe von Paularo ebenso ihren Platz wie latènezeitliche Objekte vom Monte Sorantri bei Raveo. 2005 erschien dementsprechend eine Neuauflage des Museumsführers. Diese überwiegend keltischen Objekte füllen den ersten Saal, während in den Sälen 2 und 3 die Objekte aus Iulium Carnicum ihren Platz finden.